# 第60回全国高等学校野球選手権大会
第60回全国高等学校野球選手権記念大会（だい60かいぜんこくこうとうがっこうやきゅうせんしゅけんきねんたいかい）は、1978年（昭和53年）8月7日から8月20日までの14日間にわたり阪神甲子園球場で行われた全国高等学校野球選手権大会である。

## 概要
60回目の記念大会として、全国各都道府県（北海道、東京は2代表）代表の49校で開催され、次回第61回大会からは正式に49代表校制になった。この大会から初戦が東西対決（福井・滋賀・京都・奈良・和歌山以西が西ブロック）になる。

## 代表校
| 東日本   | 東日本     | 東日本         |
| 地方大会 | 代表校     | 出場回数       |
| -------- | ---------- | -------------- |
| 北北海道 | 旭川竜谷   | 3年ぶり4回目   |
| 南北海道 | 東海大四   | 2年ぶり2回目   |
| 青森     | 青森北     | 16年ぶり2回目  |
| 岩手     | 盛岡一     | 10年ぶり9回目  |
| 秋田     | 能代       | 2年連続3回目   |
| 山形     | 鶴商学園   | 初出場         |
| 宮城     | 仙台育英   | 2年連続6回目   |
| 福島     | 郡山北工   | 初出場         |
| 茨城     | 取手二     | 2年連続2回目   |
| 栃木     | 作新学院   | 5年ぶり5回目   |
| 群馬     | 桐生       | 12年ぶり14回目 |
| 埼玉     | 所沢商     | 2年ぶり2回目   |
| 山梨     | 日川       | 初出場         |
| 千葉     | 我孫子     | 初出場         |
| 東東京   | 早稲田実   | 2年連続22回目  |
| 西東京   | 日大二     | 13年ぶり3回目  |
| 神奈川   | 横浜       | 15年ぶり2回目  |
| 長野     | 松商学園   | 4年連続23回目  |
| 新潟     | 中越       | 初出場         |
| 富山     | 石動       | 初出場         |
| 石川     | 金沢       | 16年ぶり2回目  |
| 静岡     | 静岡       | 5年ぶり17回目  |
| 愛知     | 中京       | 2年ぶり18回目  |
| 岐阜     | 県岐阜商   | 7年ぶり12回目  |
| 三重     | 宇治山田商 | 初出場         |

| 西日本   | 西日本   | 西日本        |
| 地方大会 | 代表校   | 出場回数      |
| -------- | -------- | ------------- |
| 福井     | 福井商   | 2年連続4回目  |
| 滋賀     | 膳所     | 6年ぶり2回目  |
| 京都     | 京都商   | 3年連続9回目  |
| 奈良     | 天理     | 2年ぶり8回目  |
| 和歌山   | 箕島     | 5年ぶり3回目  |
| 大阪     | PL学園   | 2年ぶり6回目  |
| 兵庫     | 報徳学園 | 7年ぶり6回目  |
| 岡山     | 岡山東商 | 2年ぶり10回目 |
| 鳥取     | 倉吉北   | 初出場        |
| 広島     | 広島工   | 初出場        |
| 島根     | 三刀屋   | 初出場        |
| 山口     | 南陽工   | 初出場        |
| 香川     | 高松商   | 3年連続15回目 |
| 愛媛     | 松山商   | 9年ぶり19回目 |
| 徳島     | 徳島商   | 2年ぶり11回目 |
| 高知     | 高知商   | 5年ぶり11回目 |
| 福岡     | 東筑     | 6年ぶり3回目  |
| 佐賀     | 小城     | 初出場        |
| 長崎     | 佐世保工 | 4年ぶり2回目  |
| 熊本     | 熊本工大 | 初出場        |
| 大分     | 日田林工 | 5年ぶり2回目  |
| 宮崎     | 延岡学園 | 初出場        |
| 鹿児島   | 鹿児島実 | 2年ぶり6回目  |
| 沖縄     | 豊見城   | 3年連続3回目  |

## 試合結果

### 1回戦
8月7日
- 天理 6 - 0 松商学園
- 岡山東商 3 - 1 取手二
- 広島工 2 - 0 中越

8月8日
- 仙台育英 1x - 0 高松商（延長17回）
- 報徳学園 7 - 0 盛岡一
- 所沢商 9 - 2 小城
- 高知商 5 - 1 東海大四

8月9日
- 静岡 4 - 3 鹿児島実
- 福井商 5 - 1 作新学院
- 南陽工 2 - 0 宇治山田商
- 郡山北工 2 - 1 松山商

8月10日
- 熊本工大 8 - 4 青森北（延長10回）
- 箕島 1 - 0 能代
- 東筑 4 - 3 金沢
- 県岐阜商 3 - 2 京都商

8月11日
- 倉吉北 3 - 2 早稲田実
- 桐生 18 - 0 膳所

### 2回戦
- 延岡学園 2 - 1 石動
- 旭川竜谷 10 - 2 三刀屋

8月12日
- PL学園 5 - 2 日川
- 豊見城 3x - 2 我孫子（延長10回）
- 日田林工 3 - 0 鶴商学園
- 横浜 10 - 2 徳島商

8月13日
- 中京 6 - 1 佐世保工
- 東筑 1x - 0 日大二（延長13回）
- 岡山東商 3x - 2 福井商
- 高知商 14 - 6 倉吉北

8月14日
- 仙台育英 4 - 1 所沢商
- 報徳学園 11 - 2 郡山北工
- 熊本工大 5 - 3 静岡（延長13回）
- 箕島 6 - 1 広島工

8月15日
- 県岐阜商 3 - 0 桐生
- 天理 1 - 0 南陽工

### 3回戦
- PL学園 2 - 0 熊本工大
- 中京 5 - 4 箕島

8月16日
- 報徳学園 5 - 0 延岡学園
- 岡山東商 4 - 2 旭川竜谷
- 高知商 4 - 2 仙台育英

8月17日
- 豊見城 4 - 1 東筑
- 県岐阜商 3 - 0 横浜
- 天理 5 - 0 日田林工

### 準々決勝
8月18日
- 中京 5 - 2 天理
- PL学園 1 - 0 県岐阜商
- 岡山東商 6x - 5 豊見城（延長10回）
- 高知商 9 - 2 報徳学園

### 準決勝
8月19日
- PL学園 5x - 4 中京（延長12回）
- 高知商 4 - 0 岡山東商

### 決勝
8月20日
|        | 1 | 2 | 3 | 4 | 5 | 6 | 7 | 8 | 9  | R | H | E |
| ------ | - | - | - | - | - | - | - | - | -- | - | - | - |
| 高知商 | 0 | 0 | 2 | 0 | 0 | 0 | 0 | 0 | 0  | 2 | 8 | 1 |
| PL学園 | 0 | 0 | 0 | 0 | 0 | 0 | 0 | 0 | 3x | 3 | 6 | 0 |

1. （高）：森 - 坂上
2. （Ｐ）：西田 - 木戸
3. 審判
［球審］山川
［塁審］西大立目・鈴木・布施
4. 試合時間：1時間50分

| 高知商 | 高知商 | 高知商          |
| 打順   | 守備   | 選手            |
| ------ | ------ | --------------- |
| 1      | [三]   | 明神茂行（3年） |
| 2      | [遊]   | 森田洋生（2年） |
| 3      | [右]   | 正木陽（3年）   |
| 4      | [中]   | 青木悟（3年）   |
| 5      | [一]   | 松浦実（3年）   |
| 6      | [左]   | 中山耕二（3年） |
| 7      | [投]   | 森浩二（2年）   |
| 8      | [捕]   | 坂上博文（3年） |
| 9      | [二]   | 中沢秀明（3年） |

| PL学園 | PL学園 | PL学園          |
| 打順   | 守備   | 選手            |
| ------ | ------ | --------------- |
| 1      | [中]   | 谷松浩之（3年） |
| 2      | [一]   | 渡辺勝男（2年） |
| 3      | [捕]   | 木戸克彦（3年） |
| 4      | [投]   | 西田真次（3年） |
| 5      | [右]   | 柳川明弘（3年） |
| 6      | [左]   | 荒木靖信（3年） |
| 7      | [三]   | 戎繁利（3年）   |
| 8      | [遊]   | 山西徹（3年）   |
| 9      | [二]   | 中村博光（3年） |

## 大会本塁打
1回戦
- 第1号：坪田良浩（福井商）

2回戦
- 第2号：吉田博之（横浜）
- 第3号：安西健二（横浜）
- 第4号：山中茂直（中京）
- 第5号：樽武士（報徳学園）
- 第6号：若井康至（天理）

3回戦
- 第7号：西田真次（PL学園）
- 第8号：山中茂直（中京）
- 第9号：北野敏史（箕島）
- 第10号：栗岡英智（中京）
- 第11号：横山蔵人（旭川竜谷）
- 第12号：石岡浩巳（岡山東商）
- 第13号：三島隆（県岐阜商）

準々決勝
- 第14号：栗岡英智（中京）
- 第15号：石嶺和彦（豊見城）

## その他の主な出場選手
- 西本和人（東海大四）
- 大久保美智男（仙台育英）
- 大野久（取手二）
- 石川賢（日川）
- 和田豊（我孫子）
- 川又米利（早稲田実）
- 和泉実（早稲田実）
- 愛甲猛（横浜）
- 中村弘道（宇治山田）
- 清川栄治（京都商）
- 石井雅博（箕島）
- 石井毅（箕島）
- 嶋田宗彦（箕島）

- 金石昭人（PL学園）
- 山中潔（PL学園）
- 阿部慶二（PL学園）
- 矢田万寿男（倉吉北）
- 谷川哲也（倉吉北）
- 津田恒美（南陽工）
- 沖泰司（松山商）
- 中西清起（高知商）
- 白武佳久（佐世保工）
- 村岡耕一（日田林工）
- 定岡徹久（鹿児島実）
- 鹿島忠（鹿児島実）
- 栄村忠広（鹿児島実）